# Achipteria nuda
Achipteria nuda är en kvalsterart som först beskrevs av Hall 1911.  Achipteria nuda ingår i släktet Achipteria och familjen Achipteriidae. Inga underarter finns listade i Catalogue of Life.